# カネユタカオー
カネユタカオー（1988年3月16日 - 1995年8月17日）は、日本の競走馬。栃木三冠を達成するなど宇都宮競馬場を代表する競走馬であったが、現役中に交通事故に遭い死亡した。

## 概要
馬主の金田榮は宇都宮市の自動車整備工場『金田モータース』社長であり、長年競走馬のオーナーになることが夢であった。ある日、夫妻でスナックを訪れていたところ結婚式帰りの平石四郎調教師が偶然立ち寄り、これが縁で当時別オーナーとの間で購入の話が破談していたカツラノハイセイコ産駒の牡馬を即決で購入。この馬がカネユタカオーであった。
1990年7月2日の800m新馬戦でデビュー、今平弥を背に9頭中3着（2番人気）。勝ったのは繁殖入りの後ベラミロードを産む牝馬ベラミスキーだった。続く8月の同コースで行われた一戦で勝ち上がり、以降主戦騎手の山口竜一が引退まで手綱を取る。
3戦目を勝って3戦2勝となって以降、3歳（旧4歳）時の1991年4月まで8戦して2着4回と勝ちきれない戦いが続いたが、しもつけさつき賞で1番人気のベラミスキーを3馬身ちぎって久々の勝ち星を挙げる。とちぎダービーも2着以下を5馬身放しての快勝で二冠を達成する（ベラミスキーは3着）。休養明けの古馬オープン戦ではベラミスキーに敗れるなど連敗したが、最後の一冠しもつけ菊花賞では三度ベラミスキーを退け、栃木三冠を制覇した。水沢のダービーグランプリでは北関東代表として参戦するも7着で、これが唯一の北関東以外の他地区への遠征競馬となる。
同年暮れのファン投票戦とちぎ大賞典を勝った後再びスランプに陥り、1992年・1993年は6勝2着1回4着1回6着5回競走中止1回と極端な好不調の波を繰り返すも、A級格付けから陥落することはなかった。しかし1993年11月25日の宇都宮記念から翌1994年11月3日の宇都宮記念まで、年をまたいで7連勝するなど第2の全盛期とも言える充実ぶりを見せていた。

## 突然の事故死
1994年12月8日の天馬特別で8着に大敗し連勝が止まると、翌1995年はまたしてもムラ駆けを繰り返すようになる。5月18日の山吹特別で2着に入線した後、秋へ向けて休養に入る。これが最後のレース出走となった。
1995年8月17日、調教を終えたカネユタカオーが厩舎へ帰っていたところ、その途中に居眠り運転のトラックが突っ込んできて正面衝突した。カネユタカオーは一度は立ち上がったものの、厩舎の洗い場まできて倒れ込み、そのまま死亡した（旧馬齢8歳没）。獣医の診断による直接の死因は内臓破裂だった。
宇都宮競馬場の厩舎は競馬場内ではなく周辺に点在（敷地内に8厩舎、周辺に27厩舎ほど。通称『外厩舎』）していたことから、調教やレース出走の前後には馬が厩務員に引かれて公道を歩くという光景が当たり前のように見られた。2003年1月には菅原欣也厩舎の在厩管理馬であったトウキュウコマンドにバイクが激突し、運転していた新聞配達員の女性が死亡する事故（馬は軽傷）が起きているように、カネユタカオーの事故死の前後にも度々人馬が死傷する事故が発生しており、こうした『外厩舎』の問題は売上低下の続いていた宇都宮競馬場にとって解決しようにもし難い難題であった。競馬実況アナウンサーの大川充夫は当時の関係者への取材から「『外厩舎』問題が（後年の）宇都宮競馬廃止の大きな要因であった」と指摘している。
死後、カネユタカオーの鬣と蹄は金田の自宅の庭に葬られた。また、宇都宮競馬場はその功績を讃え重賞『カネユタカオー記念』を創設した。

## エピソード
父カツラノハイセイコ・祖父ハイセイコー譲りの気性難であったカネユタカオーは、調教で平石以外の乗り役を背に載せようとしなかった。当時平石は60歳で自ら調教をつけることをやめていたが、仕方なくカネユタカオーの調教だけは自ら行っていた。

## 競走成績
地方競馬44戦18勝
- 1990年（8戦2勝）
- 1991年（10戦4勝） しもつけさつき賞、とちぎダービー、しもつけ菊花賞、とちぎ大賞典
- 1992年（5戦1勝）
- 1993年（9戦5勝） 宇都宮記念
- 1994年（7戦6勝） 宇都宮記念
- 1995年（5戦0勝）

## 血統表
| カネユタカオーの血統              | カネユタカオーの血統                  | カネユタカオーの血統       | （血統表の出典）         | （血統表の出典） |
| 父系                              | ハイペリオン系                        | ハイペリオン系             | ハイペリオン系           | [ § 2 ]          |
| 父 カツラノハイセイコ 1976 黒鹿毛 | 父の父ハイセイコー 1970 鹿毛          | *チャイナロック China Rock | Rockefella               | Rockefella       |
| 父 カツラノハイセイコ 1976 黒鹿毛 | 父の父ハイセイコー 1970 鹿毛          | *チャイナロック China Rock | May Wong                 |                  |
| 父 カツラノハイセイコ 1976 黒鹿毛 | 父の父ハイセイコー 1970 鹿毛          | ハイユウ                   | *カリム                  | *カリム          |
| 父 カツラノハイセイコ 1976 黒鹿毛 | 父の父ハイセイコー 1970 鹿毛          | ハイユウ                   | *ダルモーガン            |                  |
| 父 カツラノハイセイコ 1976 黒鹿毛 | 父の母コウイチスタア 1968 黒鹿毛      | *ジヤヴリン Javelin        | Tulyar                   | Tulyar           |
| 父 カツラノハイセイコ 1976 黒鹿毛 | 父の母コウイチスタア 1968 黒鹿毛      | *ジヤヴリン Javelin        | Sun Chariot              |                  |
| 父 カツラノハイセイコ 1976 黒鹿毛 | 父の母コウイチスタア 1968 黒鹿毛      | ミタケ                     | タカクラヤマ             | タカクラヤマ     |
| 父 カツラノハイセイコ 1976 黒鹿毛 | 父の母コウイチスタア 1968 黒鹿毛      | ミタケ                     | 第三スターリングモアノ一 |                  |
| 母 タケユタカ 1971 鹿毛           | 母の父*パーソロン Partholon 1960 鹿毛 | Milesian                   | My Babu                  | My Babu          |
| 母 タケユタカ 1971 鹿毛           | 母の父*パーソロン Partholon 1960 鹿毛 | Milesian                   | Oatflake                 |                  |
| 母 タケユタカ 1971 鹿毛           | 母の父*パーソロン Partholon 1960 鹿毛 | Paleo                      | Pharis                   | Pharis           |
| 母 タケユタカ 1971 鹿毛           | 母の父*パーソロン Partholon 1960 鹿毛 | Paleo                      | Calonice                 |                  |
| 母 タケユタカ 1971 鹿毛           | 母の母ハヤススム 1958 鹿毛            | *グレーロード Greylord     | Mahmoud                  | Mahmoud          |
| 母 タケユタカ 1971 鹿毛           | 母の母ハヤススム 1958 鹿毛            | *グレーロード Greylord     | Rude Awakening           |                  |
| 母 タケユタカ 1971 鹿毛           | 母の母ハヤススム 1958 鹿毛            | ミチモア                   | *シアンモア              | *シアンモア      |
| 母 タケユタカ 1971 鹿毛           | 母の母ハヤススム 1958 鹿毛            | ミチモア                   | 雲道                     |                  |
| 母系(F-No.)                       | (FN:22)                               | (FN:22)                    | (FN:22)                  | [ § 3 ]          |
| 5代内の近親交配                   | Hyperion5×5=6.25%                     | Hyperion5×5=6.25%          | Hyperion5×5=6.25%        | [ § 4 ]          |
| 出典                              | 1. 2. 3. 4.                           | 1. 2. 3. 4.                | 1. 2. 3. 4.              | 1. 2. 3. 4.      |